# スリー・マン・アーミー
スリー・マン・アーミー（Three Man Army）は、1970年代前半に活動したイングランドのハードロック・バンド。

## 略歴
スリー・マン・アーミーは、元ザ・ガンのエイドリアン・ガーヴィッツとポール・ガーヴィッツの兄弟によって結成された。ザ・ガンが1970年に解散した後、エイドリアンはバディ・マイルズと共演し、ポールはパリッシュ&ガーヴィッツで活動していたが、やがて彼等は再びバンドを結成した。
デビュー・アルバム『ア・サード・オヴ・ア・ライフタイム』では、ドラマーにマイルズとマイク・ケリーを迎えた。続く2枚のアルバムにはかつてサウンズ・インコーポレイテッドやジェフ・ベック・グループで活動したトニー・ニューマンが参加した。4枚目のアルバムも録音されたが、2005年まで発表されなかった。
その後、ニューマンがデヴィッド・ボウイと演奏するために脱退。1974年、ガーヴィッツ兄弟はジンジャー・ベイカーとベイカー・ガーヴィッツ・アーミーを結成した。

## ディスコグラフィ

### アルバム
- 『ア・サード・オヴ・ア・ライフタイム』 - A Third of a Lifetime (1971年、Pegasus Records)
- Mahesha (1973年、Reprise/Polydor) ※アメリカでは『Three Man Army』として発売
- 『トゥー』 - Three Man Army Two (1974年、Reprise/Polydor)
- Three Man Army 3 (2005年、Revisited Records) ※1973年-1974年録音